# Coeliccia southwelli
Coeliccia southwelli là loài chuồn chuồn trong họ Platycnemididae. Loài này được Dow & Reels mô tả khoa học đầu tiên năm 2011.